# Ілля Чавчавадзе
Ілля́ Григо́рович Чавчава́дзе  (груз. ჭავჭავაძე, ილია; 27 жовтня (8 листопада) 1837 — 30 серпня (12 вересня) 1907) — грузинський діяч і письменник. Один з активних діячів національно-визвольного руху Грузії. Ймовірно убитий агентами російської поліції.
Разом із Н. Ніколадзе, Н. Лордкіпанідзе, С. Месхи та іншими письменниками на початку XIX століття стояв біля витоків грузинської публіцистики.
Канонізований у Грузинській православній церкві (1987), згадування 2 серпня.
Похований в пантеоні Мтацмінда.

## Творчість
Твори: поеми «Како Розбійник» (1860), «Видіння» (1872—1873), «Відлюдник» (1883); повісті «Чи ж він людина?» (1859—1863), «Розповідь жебрака» (1859), «Вдова Отарашвілі» (1887).
Низку його творів було опубліковано в заснованих ним «Сакартвелос Моамбе» («Грузинський Вісник») та «Іверія», і в видаваному нині грузинському журналі «Моамбе».

## Зв'язок з Україною
Бував в Україні й у редагованих ним видавництвах популяризував твори Т. Шевченка. Його основні літературні твори були перекладені багатьма мовами, серед яких українська, англійська, французька, німецька, польська, білоруська, російська та інші.

## Переклади українською
На українську мову твори Чавчавадзе перекладали Б. Грінченко, П. Грабовський, П. Тичина, П.Осадчук та інші.
Повість «Розповідь жебрака» Іллі Чавчавадзе переклав українською Олександр Мушкудіані (1987).